# TBV Mengede
Der TBV Mengede (offiziell: Turn- und Ballspielverein Mengede 08 e. V.) war ein Sportverein aus Dortmund. Die erste Fußballmannschaft spielte elf Jahre in der höchsten westfälischen Amateurliga.

## Geschichte

### Strukturelle Entwicklung
Der Verein wurde im Jahre 1908 durch die Fusion des Ballspielverein 08 Mengede und Turnverein Gut Heil Mengede zum Turn- und Ballspielverein 1908 gegründet. Zwei Jahre später trat der 1907 gegründete Spiel- und Sportclub Mengede bei. Im Rahmen der Reinlichen Scheidung spaltete sich der TBV in den TV Gut-Heil Mengede und dem TBV Mengede auf. Obwohl es beim TBV keine Turnabteilung mehr gab, wurde der Buchstabe T nicht aus dem Vereinsnamen gestrichen. 1937 wurden alle Mengeder Sportvereine in der SG Mengede zwangsweise zusammengeschlossen.

### Sportliche Entwicklung
Die Fußballer machten erstmals im Jahre 1935 auf sich aufmerksam, als die Jugendmannschaft die Stadtmeisterschaft gewann. Vier Jahre später wurde die erste Mannschaft Meister der seinerzeit zweitklassigen Bezirksklasse. In der anschließenden Aufstiegsrunde verpassten die Mengeder durch eine 1:3-Niederlage beim VfB 03 Bielefeld den Aufstieg in die damals erstklassige Gauliga Westfalen. Nach Kriegsende wurde der TBV neu gegründet und stieg 1946 in die damals erstklassige Landesliga auf. Dort sorgte die Mannschaft für einige Überraschungen, wie den 1:0-Sieg gegen Preußen Münster. Gegen Borussia Dortmund führte der TBV bis kurz vor Abpfiff mit 1:0, bevor der Mengeder Spieler Enders einen Elfmeter vergab. Im direkten Gegenzug erzielte August Lenz den Ausgleich.
1949 verpasste die Mannschaft die Qualifikation zur eingleisigen Landesliga, kehrte *aber 1952 durch eine Ligenreform wieder ins westfälische Oberhaus zurück. Zunächst kämpfte der TBV gegen den Abstieg und schaffte 1956 als Sechster die Qualifikation für die neu geschaffene Verbandsliga. Nach nur einem Jahr folgte der Abstieg in die Landesliga, dem 1959 die Rückkehr in die Verbandsliga folgte. 1961 wurde der TBV dort Vierter und musste ein Jahr später erneut absteigen. Es war der erste von drei Abstiegen in Folge, der den Verein in die Kreisklasse führte. 1968 gelang der Wiederaufstieg, dem der direkte Durchmarsch in die Landesliga ein Jahr später folgte.
Während sich die Männer in der Landesliga hielten machte die Frauenmannschaft des TBV Schlagzeilen. Am 2. April 1974 trugen der TBV und der VfB Waltrop das erste Spiel im neu erbauten Dortmunder Westfalenstadion aus. Die TBV-Stürmerin Elisabeth Podschwadtke erzielte dabei das erste Tor der Stadiongeschichte. Die TBV-Männer stiegen 1975 aus der Landesliga ab und kehrten vier Jahre später in die Kreisliga zurück. Während der Saison 1977/78 übernahm zeitweilig der ehemalige ungarische Nationalspieler Zoltán Varga das Training. Zwischen 1985 und 1991 sowie in der Saison 1997/98 gab es noch einmal Gastspiele in der Bezirksliga.

## Persönlichkeiten
- Gerhard Cyliax
- Hardy Grüne[5]
- Zoltán Varga

## Nachfolgeverein Mengede 08/20
Im Jahre 1989 gründete der TBV zusammen mit dem DJK Spielvereinigung Mengede eine Jugendspielgemeinschaft. Daraus wurde im Jahre 2001 durch eine Fusion der beiden Vereine der Verein Mengede 08/20. Dieser Verein stieg 2003 in die Bezirksliga auf und schaffte ein Jahr später den Durchmarsch in die Landesliga. Im Jahre 2012 gelang unter Trainer Mario Plechaty der Aufstieg in die Westfalenliga, ehe fünf Jahre später der Abstieg in die Landesliga folgte. Dort wurden die Mengeder 2018 in die Bezirksliga durchgereicht.
Heimspielstätte ist die Bezirkssportanlage im Volksgarten Mengede.